# Anne Eichmann
Anne Eichmann est une biologiste, directrice de recherche travaillant pour l'Inserm. Elle est récipiendaire du prix Recherche 2008 de l'Inserm.

## Biographie
Elle commence des études de vétérinaire à Berlin en 1986 mais les stoppent pour faire un master en biologie à l'institut Weizmann en Israël; elle obtiendra son diplôme en 1989. Ensuite, elle prépare et obtient en 1994 un doctorat en biologie cellulaire et moléculaire à l'université Paris Nord. Elle continue sa formation par un post-doctorat au laboratoire du Pr Nicole le Douarin, Institut d’embryologie de Nogent-sur-Marne en France.
En 1997, elle intègre le CNRS en chargée de recherche de 1re classe, toujours auprès du même institut, et ce jusqu'en 2002. En 2000, elle passe son habilitation à diriger des recherches (HDR). De 2002 à 2005, elle exerce en tant que directrice de recherche de 2e classe au CNRS. De 2005 à 2007, elle occupe la même fonction mais à l'Inserm.
De 2007 à 2011, elle est directrice de recherche de 1re classe à l’Inserm et dirige l'unité Angiogénèse embryonnaire et pathologique au Collège de France.
Depuis 2010, elle est professeure de médecine au département de cardiologie de l'université Yale aux États-Unis.

## Distinctions et récompenses
- Prix jeune chercheur du Ministère de l’éducation et de la recherche (1999)
- Prix jeune chercheur de la Fondation Schlumberger pour l’éducation et la recherche (2002)
- Prix jeune chercheur de la Fondation Simone et Cino Del Duca (2006)
- Prix Jean Bernard de la Fondation pour la recherche médicale (2006)
- Prix Recherche de l'Inserm (2008)
- Prix Liliane-Bettencourt pour les sciences du vivant (2008)